# Yom HaAtzmaut
Yom HaAtzmaut (in ebraico יום העצמאות‎?, letteralmente: "Giorno dell'indipendenza") è la festa dell'indipendenza dello Stato di Israele. Cade il 5 di Iyar ossia alla fine di aprile/all'inizio di maggio secondo il calendario gregoriano, e dura un giorno.
Celebra la fondazione dello Stato di Israele avvenuta nel 1948, in seguito alla Dichiarazione d’indipendenza proclamata da David Ben Gurion il 14 maggio 1948.

## Consuetudini e tradizioni
Il Giorno dell'indipendenza è una celebrazione particolarmente significativa per i suoi cittadini, che hanno partecipato fisicamente e attivamente alla creazione dello Stato.
In Israele, alla vigilia del Giorno dell'indipendenza, si svolge una cerimonia inaugurale di accensione delle torce sul Monte Herzl a Gerusalemme (luogo di sepoltura di Theodor Herzl).
In tutto il paese, i comuni e le autorità locali sponsorizzano celebrazioni pubbliche gratuite, comprese esibizioni di artisti popolari; fuochi d'artificio che possono essere visti in tutta la città; e altoparlanti che trasmettono musica israeliana.
Nel Giorno dell'indipendenza, vengono assegnati premi per meriti in svariate discipline: scienze umanistiche e letterarie; scienze sociali e istruzione; scienze esatte; scienza, agricoltura e medicina; e arti. 
Istituiti nel 1953, questi premi vengono consegnati ogni anno dal ministro dell'istruzione e della cultura a persone e organizzazioni che hanno dimostrato tramite il proprio operato di meritarli.
Le basi dell'esercito sono aperte al pubblico, i musei dell’IDF offrono spettacoli speciali gratuiti e nei cieli e nelle acque della nazione hanno luogo i sorvoli dell'aeronautica e le esibizioni navali.
Molti cittadini visitano la campagna, si recano sui campi di battaglia della guerra d'indipendenza, visitano i monumenti ai caduti, fanno escursioni nella natura e in generale, trascorrono la giornata all'aperto facendo picnic e preparando barbecue.

## Contro-commemorazione palestinese
Il Giorno della Nakba ( in arabo ذكرى النكبة‎? Dhikra an-Nakba, “ Commemorazione della catastrofe ") è una commemorazione istituita nel 1998 da Yasser Arafat per ricordare la "Catastrofe", cioè l'Esodo palestinese del 1948. Il giorno della Nakba segue il calendario gregoriano pertanto le due date non sempre coincidono. 
Nel febbraio 2010 la Knesset ha varato una legge che permette al ministero delle finanze di tagliare i fondi pubblici destinati a istituti di vario genere che celebrino la data di dichiarazione d’indipendenza di Israele come un giorno di lutto.